# 克拉皮纳
克拉皮纳是克罗地亚北部城镇，克拉皮納-扎戈列縣的行政所在地。2011年时，镇人口为4,482人，自治市总人口为12,479人。